# Bussy-la-Côte
Pour les articles homonymes, voir Bussy.
Bussy-la-Côte est une commune associée du département de la Meuse, en région Grand Est.

## Géographie
Le village est situé sur la rive droite de l'Ornain.

## Toponymie
Le nom de la localité est attesté sous les formes Bussei, Busseium (1141) ; Bussi (1154) ; Buxeium (1180) ; Buscey (XIVe siècle) ; Buxeyum (1402) ; Bussy-la-Coste (1579) ; Busseium-ad-Rupem (1711).

## Histoire
Faisait partie du Barrois mouvant avant 1790.
Le 1er janvier 1973, Mussey devient Val-d'Ornain à la suite de sa fusion-association avec Bussy-la-Côte et Varney.

## Politique et administration
| Période                                  | Période  | Identité       | Étiquette | Qualité |
| ---------------------------------------- | -------- | -------------- | --------- | ------- |
| 2014                                     | En cours | Gérard Mercier |           |         |
| Les données manquantes sont à compléter. |          |                |           |         |

## Démographie
| 1936 | 1946 | 1954 | 1962 | 1968 |
| ---- | ---- | ---- | ---- | ---- |
| 137  | 144  | 126  | 136  | 145  |